# Julián Carranza
Julián Carranza (Oncativo, 2000. május 22. –) argentin korosztályos válogatott labdarúgó, a holland Feyenoord csatára.

## Pályafutása

### Klubcsapatokban
Carranza a argentínai Oncativo városában született. Az ifjúsági pályafutását a Banfield akadémiájánál kezdte.
2017-ben mutatkozott be a Banfield első osztályban szereplő felnőtt csapatában. Először a 2017. november 24-ei, Defensa y Justicia ellen 1–0-ra elvesztett mérkőzés 55. percében, Michael López cseréjeként lépett pályára. 2017. december 9-én, az Argentinos Juniors ellen 3–2-re elvesztett találkozón kétszer is betalált az ellenfél hálójába. 2019. július 26-án az újonnan alakult észak-amerikai első osztályban érdekelt Inter Miami csapatához igazolt, majd egy nappal később kölcsönben visszatért a Banfieldhez az év hátralévő részére. Az észak-amerikai ligában 2020. július 9-én, az Orlando City ellen 2–1-es vereséggel zárult bajnoki 73. percében, Jean Agudelot váltva debütált. A 2022-es szezon elején a Philadelphia Unionnál játszott kölcsönben. 2022. július 13-án a lehetőséggel élve 1½ éves szerződést kötött a pennsylvaniai együttessel. Először a 2022. július 14-ei, Inter Miami ellen 2–1-re megnyert mérkőzés 61. percében, Mikael Uhre cseréjeként lépett pályára.
2024. június 30-án jelentették be, hogy a holland Feyenoord négyéves szerződést kötött vele.

### A válogatottban
Carranza 2019-ben debütált az argentin U23-as válogatottban. Először a 2019. szeptember 4-ei, Bolívia ellen 5–0-ra megnyert mérkőzésen lépett pályára. Első gólját 2019. szeptember 8-án, Kolumbia ellen 3–1-ás győzelemmel zárult barátságos mérkőzésen szerezte meg.

## Statisztikák
2024. május 26. szerint
| Klub               | Szezon   | Osztály          | Bajnokság | Bajnokság | Kupa  | Kupa | Nemzetközi | Nemzetközi | Összesen | Összesen |
| Klub               | Szezon   | Osztály          | Meccs     | Gól       | Meccs | Gól  | Meccs      | Gól        | Meccs    | Gól      |
| ------------------ | -------- | ---------------- | --------- | --------- | ----- | ---- | ---------- | ---------- | -------- | -------- |
| Banfield           | 2017–18  | Primera División | 14        | 5         | 0     | 0    | —          | —          | 14       | 5        |
| Banfield           | 2018–19  | Primera División | 15        | 3         | 0     | 0    | 4          | 0          | 19       | 3        |
| Banfield           | 2019–20  | Primera División | 11        | 2         | 4     | 2    | —          | —          | 15       | 4        |
| Inter Miami        | 2020     | MLS              | 17        | 2         | 0     | 0    | —          | —          | 17       | 2        |
| Inter Miami        | 2021     | MLS              | 25        | 1         | 0     | 0    | —          | —          | 25       | 1        |
| Philadelphia Union | 2022     | MLS              | 34        | 15        | 1     | 0    | —          | —          | 35       | 15       |
| Philadelphia Union | 2023     | MLS              | 33        | 14        | 1     | 0    | 11         | 4          | 45       | 18       |
| Philadelphia Union | 2024     | MLS              | 12        | 6         | 0     | 0    | 3          | 4          | 15       | 10       |
| Feyenoord          | 2024–25  | Eredivisie       | 0         | 0         | 0     | 0    | 0          | 0          | 0        | 0        |
| Összesen           | Összesen | Összesen         | 161       | 48        | 6     | 2    | 18         | 8          | 185      | 58       |

## Sikerei, díjai
Philadelphia Union
- MLS
  - Ezüstérmes (1): 2022

Feyenoord
- Holland Szuperkupa
  - Győztes (1): 2024